# Horst de Champagné-Saint-Hilaire
Le horst de Champagné-Saint-Hilaire est la principale structure tectonique du seuil du Poitou. 
Son nom lui est donné par le bourg de la commune de Champagné-Saint-Hilaire (département de la Vienne en région Poitou-Charentes), établi en son sommet. 

## Géographie
Le horst apparaît dans le paysage comme une haute colline d’allongement NO-SE, (direction dite sud-armoricaine, caractéristique du massif du même nom).
Cette colline avec ses 195 m d’altitude représente le point culminant du seuil du Poitou.
Le horst, au sens strict, s’étend sur la commune de Champagné-Saint-Hilaire et en partie sur celle d’Anché. Sa longueur est d’environ 6 kilomètres pour une largeur variant de 1,5 à 3 kilomètres.

## Géologie
Cette colline élevée domine d’une soixantaine de mètres tout le paysage de la région. 
Le horst de Champagné-Saint-Hilaire est situé sur axe structural majeur de direction NO-SE et d’une longueur d’environ 150 kilomètres.
Cette zone de fracture court de Pouzauges en Vendée dans le Massif armoricain, à Oradour-sur-Glane en Haute-Vienne dans le Massif central. Dans le seuil du Poitou, du NO au SE, il traverse Vasles (Deux-Sèvres), Curzay-sur-Vonne, Lusignan, Champagné-Saint-Hilaire et Availles-Limouzine (Vienne).
Le horst présente une structure dissymétrique avec une faille nord importante d’environ 150 mètres de rejet et, sur son flanc sud, plusieurs failles qui l’abaissent progressivement.
Le horst a un impact notable sur le réseau hydrographique car il détourne le cours sud-nord du Clain selon une direction NO qui longe le flanc sud du relief.
Vers le NO, le horst de Champagné-Saint-Hilaire se prolonge, après un décalage vers le nord d’environ 1,5 kilomètre, par le petit horst à moindre relief de Voulon encadré par les failles de Voulon et de Pilon. Les principaux cours d’eau du secteur se rejoignent à cet endroit pour confluer et traverser cette zone haute ensemble en profitant de failles transverses au horst.
La principale caractéristique du horst est de remonter en surface, quasiment en son sommet, des roches granitiques (granite blanc-rosé à amphibole et microgranite rouge brique à biotite). La seule autre présence de roches cristallines dans le seuil du Poitou est connue sur le petit horst de Ligugé, mais sur ce dernier site les granites n’apparaissent que dans la vallée du Clain à une cote maximale de 105 m contre environ 170 m à Champagné-Saint-Hilaire.
L’âge de la formation de ce horst a pu être évalué à partir des résultats d’un forage réalisé au Haras de Champagné-Saint-Hilaire, juste en piedmont nord du horst.
Outre le fait d’avoir atteint le toit du granite à une cote de 2 mètres au-dessus du niveau de la mer, confirmant l’importance du décalage vertical induit par la faille nord du horst, le forage a montré un fort épaississement des sédiments d’âge Éocène-Oligocène. Ces mouvements tectoniques se sont cependant poursuivis après l’Oligocène.

### Paléontologie
Ces sédiments calcaires et marneux, renfermant des fossiles de gastéropodes lacustres, permettent de prouver l’existence à cette époque d’un grand lac juste au nord de Champagné-Saint-Hilaire et de dater la formation du horst de cette même période,,.